# Rockwood Hoar

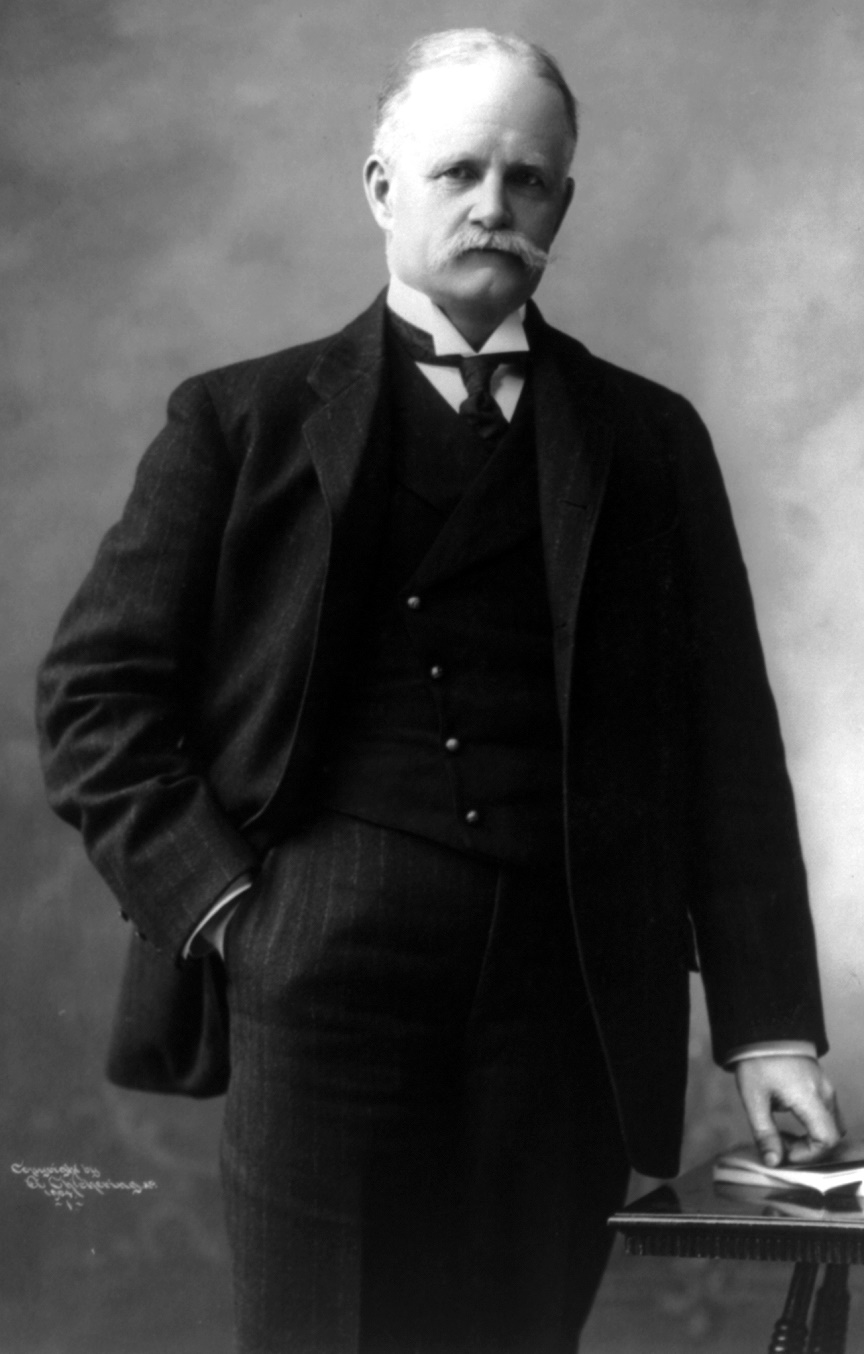
Rockwood Hoar

Rockwood Hoar (* 24. August 1855 in Worcester, Massachusetts; † 1. November 1906 ebenda) war ein US-amerikanischer Politiker. In den Jahren 1905 und 1906 vertrat er den Bundesstaat Massachusetts im US-Repräsentantenhaus.

## Werdegang
Rockwood Hoar gehörte zu einer bekannten Politikerfamilie. Er war der Sohn von George Frisbie Hoar (1826–1904), der den Staat Massachusetts in beiden Kammern des Kongresses vertrat. Sein Großvater war der Kongressabgeordnete Samuel Hoar (1778–1856); sein Urgroßvater war US-Senator Roger Sherman (1721–1793). Außerdem war er der Neffe von Justizminister Ebenezer R. Hoar (1816–1895) und Cousin des Kongressabgeordneten Sherman Hoar (1860–1898).
Er besuchte die öffentlichen Schulen seiner Heimat und studierte danach bis 1876 an der Harvard University. Von 1875 bis 1879 war er Mitglied der Miliz von Massachusetts. Nach einem  Jurastudium und seiner 1879 erfolgten Zulassung als Rechtsanwalt begann er in Worcester in diesem Beruf zu arbeiten. Von 1884 bis 1887 war er stellvertretender Bezirksstaatsanwalt. Zwischen 1887 und 1891 saß Hoar im Gemeinderat von Worcester. Von 1887 bis 1890 gehörte er zum Stab von Gouverneur Oliver Ames. Zwischen 1897 und 1900 war er auch als Brigadegeneral im Stab von Gouverneur Roger Wolcott. Zwischen 1899 und 1905 fungierte er als Bezirksstaatsanwalt. Außerdem war er Kurator der Clark University und der Nervenheilanstalt in Worcester.
Politisch war Hoar Mitglied der Republikanischen Partei. Bei den Kongresswahlen des Jahres 1904 wurde er im dritten Wahlbezirk von Massachusetts in das US-Repräsentantenhaus in Washington, D.C. gewählt, wo er am 4. März 1905 die Nachfolge von John R. Thayer antrat. Dieses Mandat konnte er bis zu seinem Tod am 1. November 1906 ausüben. Danach wurde Charles G. Washburn zu seinem Nachfolger gewählt.